# Antístrofa
Una antístrofa (ἀντιστροφή), "tornar cap enrere") és la porció d'una oda de la dansa coral grega en el seu moviment de tornada de l'oest a l'est, en resposta a l'estrofa, que es cantava anant de l'est a l'oest. La paraula està composta d’ὰντὶ«en sentit oposat», i στροφὴ, «volta, gir». Està seguida per un cant tercer que és l'epode.